# Meyersche Stollen

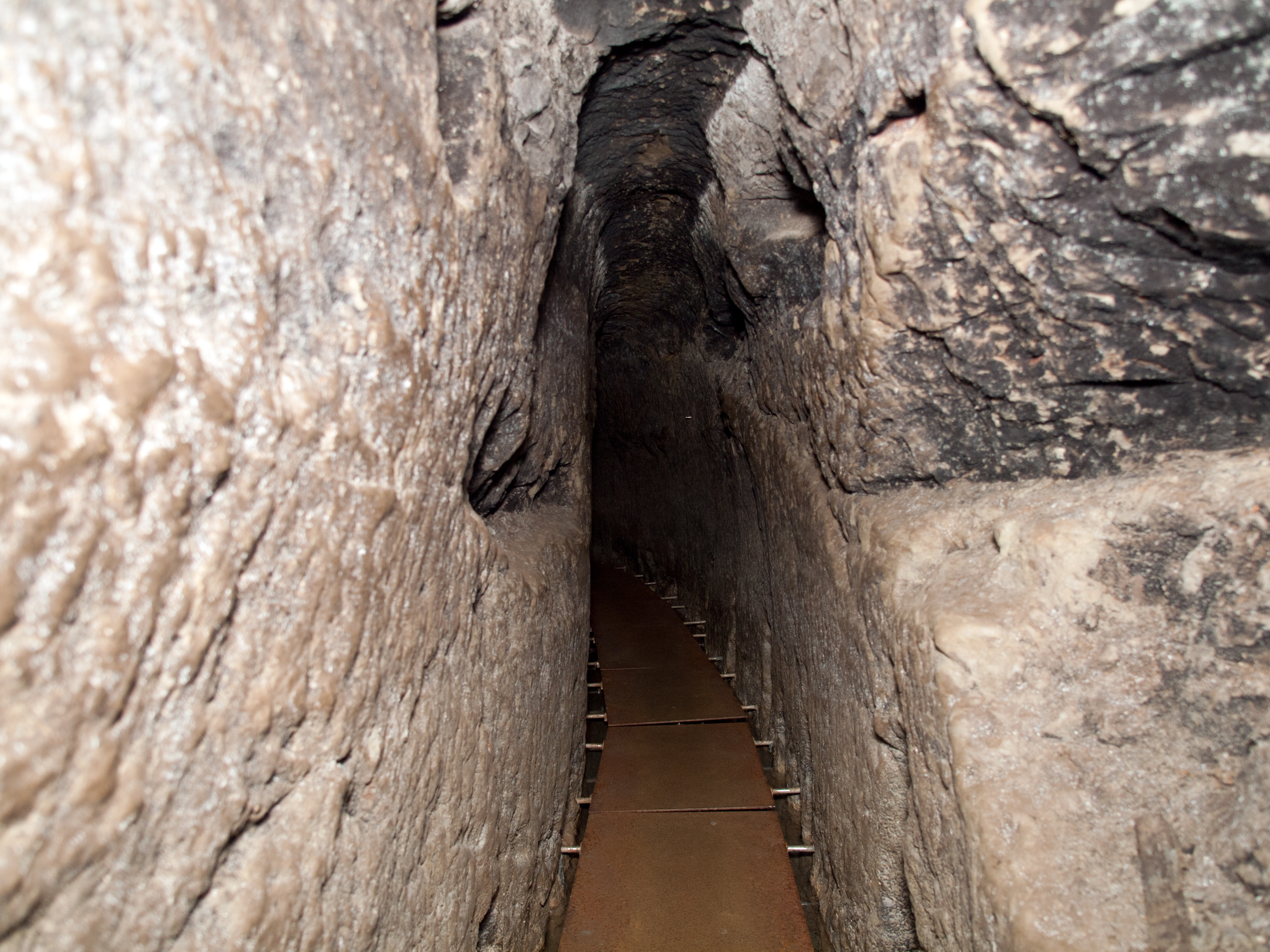
Teilstück der Meyerschen Stollen, das den Besuchern im Aufschluss Meyerstollen zugänglich ist.

Die Meyerschen Stollen sind ein System von Untertagebauten unter der Schweizer Stadt Aarau, dessen bekannte Teile eine Länge von 1,7 km aufweisen. Die Stollen wurden vom Seidenbandfabrikanten, Revolutionär, Alpinisten und Falschmünzer Johann Rudolf Meyer Sohn (1768–1825) zwischen 1791 und etwa 1810 gebaut und dienten einerseits zur Entwässerung von versumpftem Gelände, andererseits zur Gewinnung von Wasser für eine Färberei und von Wasserkraft für eine Fabrik.

## Entstehung
Die Stollen wurden in drei Etappen gebaut: Die erste begann 1791 und diente der Entsumpfung von Teilen des Landes, das den Geschwistern von Meyers Frau Margarete Saxer gehörte. Nachdem Meyer das erwähnte Land erworben hatte, errichtete er dort 1794–1797 eine Villa, das Meyerhaus. Damit setzte die zweite Bauetappe ein. Sie hatte zum Ziel, Wasser für die Seidenfärberei zu gewinnen, welche Meyer in den beiden Kellergeschossen des Gebäudes einrichtete. 1807 kehrte er aus Bayern zurück, wohin die Familie Meyer nach dem Stecklikrieg ihre Fabrik und ihr Vermögen transferiert hatte; um 1810 errichtete er hinter der Villa eine neue Fabrik. In diese Jahre fällt die dritte Bauetappe. Damals versah Meyer die Stollen mit einer Stauanlage, um mit dem zufliessenden Wasser im Untergrund der Fabrik ein Wasserrad von 9,5 m Durchmesser antreiben zu können. Dieses setzte Appreturmaschinen (Kalander, Mangel, Glättmaschine) und einen Blasebalg in Betrieb.
Die zum Bau der Stollen nötigen Bergarbeiter kamen wohl aus dem Eisenbergwerk Küttigen, das bis 1798 von der Republik Bern, 1799/1800 von Meyer und dessen Freund Johann Samuel Gruner (1766–1824), dann von der Helvetischen Republik und 1803–1820 vom Kanton Aargau betrieben wurde. 1795–1803 unterstand es Gruner, der in Freiberg (Sachsen) Bergwissenschaften studiert hatte. Er dürfte auch an der Planung der Stollen beteiligt gewesen sein. Meyer selber, dem geologische Untersuchungen von jeher ein Lieblingsgegenstand waren, veröffentlichte 1805 eine Geognostische Uebersicht der helvetischen Gebürgsformationen, der eine frühe geologische Karte des Landes beiliegt.
Der Bau der Stollen wurde sorgfältig ausgeführt und entspricht dem damaligen Stand der Technik. Kleine unterirdische Wehre, Staubecken und ein System von Querstollen erlaubten es, das zufliessende Wasser während der arbeitsfreien Zeit aufzustauen und dann gezielt einzusetzen.

## Weiteres Schicksal, Erhaltungszustand

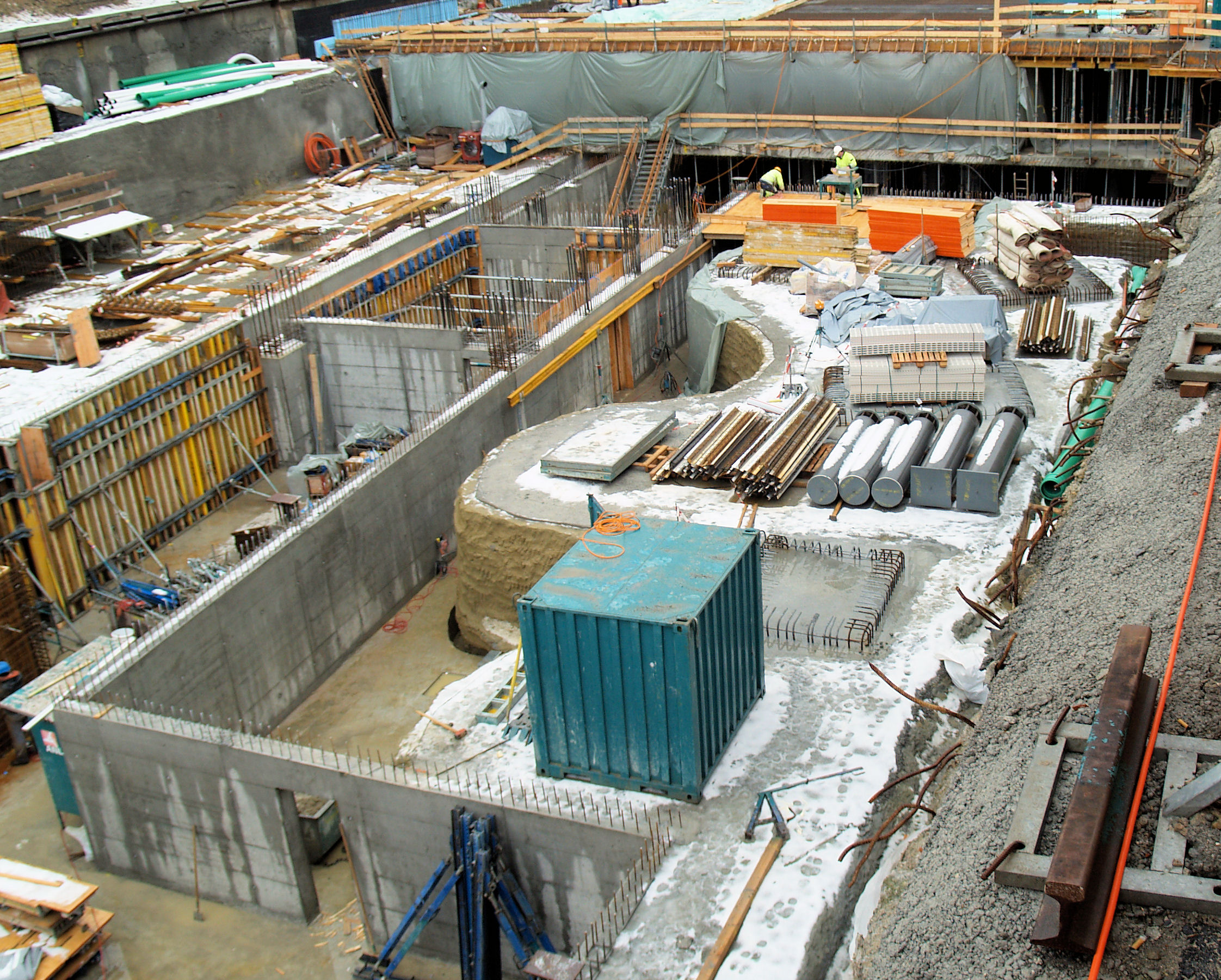
Blick in die Baugrube des neuen Bahnhofs Aarau. In der stehengelassenen Gesteinspartie mit geschwungenem Grundriss befindet sich das Teilstück der Meyerschen Stollen, das zum Besuchertunnel ausgebaut wurde.

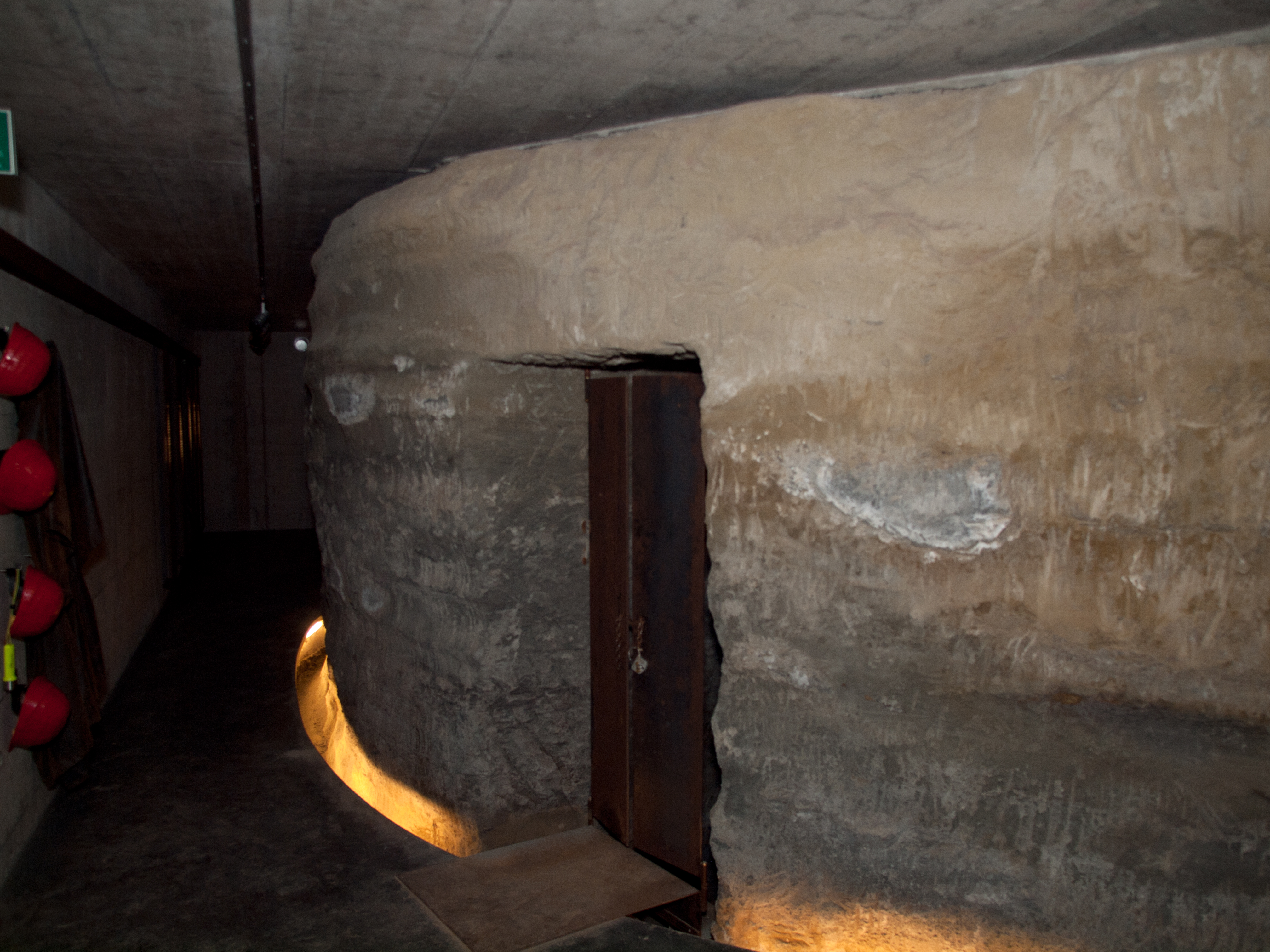
Der Aufschluss Meyerstollen mit der Türe zu dem Stollen, der begangen werden kann.

Nach dem Tod von Meyers Sohn Johann Gottlieb (1793–1829) gingen Fabrik und Villa in den Besitz der Familie Feer über. Diese ersetzte nach 1860 das Wasserrad durch eine Turbine. In den 1880er Jahren wurde die Nutzung der Stollen eingestellt.
Unterhalb des Meyerhauses, das 1939 zum römisch-katholischen Pfarrhaus umgebaut wurde, sind unter anderem die Räume der Färberei und der Abflussstollen Richtung Aare erhalten geblieben, im Gebiet des Bahnhofs Teile der wasserführenden Zulaufstollen. Dazwischen klafft heute eine Lücke, weil bei der Erweiterung der Hauptpost in den 1980er Jahren mit der Fabrik auch die Radstube zerstört wurde. Noch immer werden bei Tiefbauarbeiten unbekannte Stollenabschnitte entdeckt.

## Stollenführungen, Aufschluss Meyerstollen
Die Untertagebauten unter dem Meyerhaus können im Rahmen von Führungen besichtigt werden. Auskunft erteilt die 1999 gegründete IG (Interessengemeinschaft) Meyersche Stollen.
Im dritten Untergeschoss des neuen Bahnhofs wurde 2010 der Aufschluss Meyerstollen eröffnet, der dem Stadtmuseum Aarau angegliedert ist. Über einen Steg können Besucher dort gefahrlos ein wenige Meter kurzes Teilstück der Stollen besichtigen. Zudem informiert eine kleine Ausstellung über verschiedene Aspekte dieses Baudenkmals aus dem beginnenden Industriezeitalter und beleuchtet die Schicksale und die Weltanschauung der Erbauer. Dazu gehört ein entsprechendes Schulangebot, mit dem dieses Wissen vermittelt wird. Im Weiteren ermöglicht der Aufschluss Meyerstollen die Durchführung kultureller Veranstaltungen. Er erinnert auch daran, dass die noch vorhandenen Stollen erforscht und langfristig gesichert werden müssen.